# Lijst van ruimteschepen uit Star Trek
Dit is een alfabetische lijst van fictieve ruimteschepen uit het Star Trek universum. De lijst bevat schepen van de Verenigde Federatie van Planeten (Aarde, Vulcans), het Klingonrijk, het Romulaanse Rijk, het Borg-volk en de Ferengi.

## A
- USS Achilles NCC-77024 Mulciber-klasse
- USS Adelphi NCC-26849 Ambassador-klasse
- Aeon Timeship-klasse
- USS Aephas Miranda-klasse
- Aeroshuttle Shuttle-klasse
- USS Agamemnon NCC-11638 Apollo-klasse
- USS Ahwahnee NCC-71620 Cheyenne-klasse
- USS Ahwahnee NCC-73620 Cheyenne-klasse
- USS Ajax NCC-11574 Apollo-klasse
- USS Akagi NCC-62158 Rigel-klasse
- USS Akira NCC-62497 Akira-klasse
- USS Al-Batani NCC-42995 Excelsior-klasse
- NX-Alfa NX-klasse
- IKS Amar K't'inga-klasse
- USS Amalthea NCC-80108 Luna-klasse
- USS Ambassador NX-10521 Ambassador-klasse
- USS Antares NCC-501 Antares-klasse
- USS Appalachia NCC-52136 Steamrunner-klasse
- USS Archer NCC-44278 Archer-klasse
- USS Archon NCC-189 Daedelus-klasse
- USS Arcos NCC-6237 Deneva-klasse
- Argo (Shuttle met Warpmotor van de USS Enterprise NCC-1701E)
- USS Aries NCC-45167 Renaissance-klasse
- USS Armstrong NCC-57537 Challenger-klasse
- Atlantis NX-05 NX-klasse
- USS Atlas NCC-82745 Sovereign-klasse
- ISS Avenger NX-09 NX-klasse
- USS Aventine NCC-82602 Vesta-klasse

## B
- USS Banting NCC-639 Oberth-klasse
- IRW Belak D'deridex-klasse Warbird
- USS Bellerophon NCC-74705 Intrepid-klasse
- USS Bellerophon NCC-62048 Nebula-klasse
- USS Berlin NCC-14232 Excelsior-klasse
- USS Berkeley NCC-64720 Nebula-klasse
- NX-Beta NX-klasse
- USS Biko NCC-50331 Oberth-klasse
- USS Billings NCC-3907 Constellation-klasse
- IKS B'Moth K't'inga-klasse
- Bol 634 Borg bol-klasse
- Bol 878 Borg bol-klasse
- USS Bonchune NCC-70915 Nebula-klasse
- USS Bonestell NCC-31600 Oberth-klasse
- IKS Bortas Vor'cha-klasse
- SS Botany Bay DY-100-klasse
- USS Bozeman NCC-1941 Soyuz-klasse
- USS Bozeman NCC-1941-A Sovereign-klasse
- USS Bradbury NX-72307 Bradbury-klasse
- USS Brittain NCC-21166 Miranda-klasse
- USS Budapest NCC-64923 Norway-klasse
- USS Buran NCC-57580 Challenger-klasse
- IKS Buruk Klingon Bird of Prey

## C
- USS Cairo NCC-42136 Excelsior-klasse
- USS Callisto NCC-80109 Luna-klasse
- Calypso Shuttle-klasse
- Canterbury Shuttle-klasse
- USS Capitoline NCC-82617 Vesta-klasse
- USS Carolina NCC-160 Daedelus-klasse
- USS Centaur NCC-42043 Centaur-klasse
- USS Challenger NCC-2032 Onbekende klasse
- USS Challenger NCC-71099 Galaxy-klasse
- Challenger NX-03 NX-klasse
- U.F.P.F. Challenger OV91951L Onbekende klasse
- USS Charleston NCC-42285 Excelsior-klasse
- USS Charon NCC-80111 Luna-klasse
- USS Chekov NCC-57302 Springfield-klasse
- IKS Ch'tang Klingon Bird of Prey
- USS Clarke NCC-1661 Malachowski-klasse
- USS Clavyn Onbekende klasse
- USS Clement NCC-12537 Apollo-klasse
- USS Cochise NCC-530 Saladin-klasse
- Cochrane Shuttle-klasse
- USS Cochrane NCC-59318 Oberth-klasse
- USS Columbia NX-02 NX-klasse
- USS Columbia NCC-621 Hermes-klasse
- Columbus NCC-1701/2 Shuttle-klasse
- USS Concorde NCC-68711 Freedom-klasse
- SS Conestoga Onbekende klasse
- USS Constantinople NCC-34852 Istanbul-klasse
- USS Constellation NCC-1017 Constitution-klasse
- USS Constellation NCC-1974 Constellation-klasse
- USS Constellation NCC-55817 Onbekende klasse
- USS Constitution NCC-1700 Constitution-klasse
- Copernicus NCC-1701-A/3 Shuttle-klasse
- USS Copernicus NCC-623 Oberth-klasse
- USS Copernicus NCC-640 Oberth-klasse
- USS Cortéz Onbekende klasse
- Cousteau Shuttle-klasse
- USS Crazy Horse NCC-50446 Cheyenne-klasse
- USS Crockett NCC-38955 Excelsior-klasse
- Curie Shuttle-klasse
- USS Curie NCC-81890 Merian-klasse
- USS Curry NCC-42254 Curry-klasse

## D
- USS Dakota NCC-63892 Akira-klasse
- USS Dallas NCC-2019 Excelsior-klasse
- USS Danube NX-72003 Danube-klasse
- USS Dauntless NCC-71879 Galaxy-klasse
- USS da Vinci NCC-81623 Saber-klasse
- Dawkins Shuttle-klasse
- IRW Decius D'deridex-klasse Warbird
- USS Defiant NCC-1764 Constitution-klasse
- USS Defiant NX-74205 Defiant-klasse
- USS Defiant NCC-75633 Defiant-klasse
- USS Delestrez NCC-64013 Akira-klasse
- NX-Delta NX-klasse
- Delta Flyer Shuttle-klasse
- USS Demeter NCC-79914 Theophrastus-klasse
- USS Denver NCC-54927 Yorkshire-klasse
- USS Destiny NCC-74791 Onbekende klasse
- IRW Devoras D'deridex-klasse Warbird
- USS Devore NCC-64088 Akira-klasse
- USS D'hjty Onbekende klasse
- IRW Dividices D'deridex-klasse Warbird
- Discovery NX-04 NX-klasse
- USS Discovery NCC-1031 Crossfield-klasse
- D'Kyr - Vulcan D'Kyr-klasse
- USS Drake NCC-20381 Wambundu-klasse
- USS Drake NCC-70956 Andromeda-klasse
- IKS Drovana Vor'cha-klasse
- D'Vahl - Vulcan D'Vahl-klasse

## E
- USS Eagle NCC-956 Constitution-klasse
- Einstein NCC-1701-D/2 Shuttle-klasse
- Einstein NCC-1701/6 Shuttle-klasse
- El-Baz NCC-1701-D/5 Shuttle-klasse
- USS Elkins NCC-74121 Elkins-klasse
- USS Emden NCC-1856 Onbekende klasse
- USS Endeavour NCC-06 Columbia-klasse
- USS Endeavour NCC-71805 Nebula-klasse
- Endeavour NX-06 NX-klasse
- USS Endurance NCC-70114 Saber-klasse
- USS Entente NCC-2120 Federation-klasse
- ISS Enterprise NCC-1701 Constitution-klasse
- ISS Enterprise NX-01 NX-klasse
- USS Enterprise XCV 330
- USS Enterprise NX-01 NX-klasse
- USS Enterprise NCC-1701 Constitution-klasse
- USS Enterprise NCC-1701-A Constitution-klasse
- USS Enterprise NCC-1701-B Excelsior-klasse
- USS Enterprise NCC-1701-C Ambassador-klasse
- USS Enterprise NCC-1701-D Galaxy-klasse
- USS Enterprise NCC-1701-E Sovereign-klasse
- USS Enterprise NCC-1701-F Odyssey-klasse
- USS Enterprise NCC-1701-J Universe-klasse
- USS Equinox NCC-72381 Nova-klasse
- USS Esquiline NCC-82614 Vesta-klasse
- USS Essex NCC-173 Daedelus-klasse
- USS Europa NCC-1648 Nimitz-klasse
- USS Europa NCC-80104 Luna-klasse
- USS Everett NCC-72392 Nova-klasse
- USS Excalibur NCC-1664 Constitution-klasse
- USS Excalibur NCC-26517 Ambassador-klasse
- USS Excalibur NCC-26517-A Galaxy-klasse
- USS Excelsior NCC-2000 Excelsior-klasse
- USS Excelsior NX-2000 Excelsior-klasse
- USS Exeter NCC-1672 Constitution-klasse
- USS Exeter NCC-26531 Ambassador-klasse
- USS Explorer NCC-1986 Constitution-klasse

## F
- USS Falchion Saber-klasse
- USS Farragut NCC-1647 Constitution-klasse
- USS Farragut NCC-2021 Excelsior-klasse
- USS Farragut NCC-60597 Nebula-klasse
- USS Fearless NCC-14598 Excelsior-klasse
- Fermi Shuttle-klasse
- USS Firebrand NCC-68723 Freedom-klasse
- USS First Minister Sovereign-klasse
- USS Fleming NCC-20316 Wambundu-klasse
- Flurnoy Peregrine-klasse
- USS Fortunate Vrachtschip
- USS Franklin NX-326 Franklin-klasse
- USS Fredrickson NCC-42111 Excelsior-klasse

## G
- USS G'Mat Onbekende klasse
- USS Gage NCC-11672 Apollo-klasse
- USS Galatea NCC-80112 Luna-klasse
- USS Galaxy NCC-70637 (NX-70637) Galaxy-klasse
- USS Galen NX-86350 Galen-klasse
- Galileo NCC-1701/7 Shuttle-klasse
- Galileo II NCC-1701/7 Shuttle-klasse
- USS Gallico Onbekende klasse
- USS Gander NCC-73624 Danube-klasse
- USS Gandhi NCC-26632 Ambassador-klasse
- USS Ganges NCC-72454 Danube-klasse
- USS Ganymede NCC-80107 Luna-klasse
- IRW Genorex D'deridex-klasse Warbird
- USS Geronimo NCC-69302 Akira-klasse
- USS Gettysberg NCC-3890 Constellation-klasse
- USS Gibraltar NCC-75689 Sovereign-klasse
- Gilliam Shuttle-klasse
- USS Glenn NCC-1030 Crossfield-klasse
- Goddard Shuttle-klasse
- USS Goddard NCC-59621 Korolev-klasse
- IKS Gorkon Qang (Chancellor)-klasse
- USS Gorkon NCC-40512 Excelsior-klasse
- USS Grissom NCC-638 Oberth-klasse
- USS Grissom NCC-42857 Excelsior-klasse
- USS Grissom NCC-59314 Oberth-klasse
- USS Gryphon NCC-65550 Akira-klasse

## H
- IRW Haakona D'deridex-klasse Warbird
- USS Hathaway NCC-2593 Constellation-klasse
- USS Havana NCC-34043 Istanbul-klasse
- Hawking Shuttle-klasse
- USS Hawking NCC-81897 Merian-klasse
- IKS Hegh'ta Klingon Bird of Prey
- USS Helin NCC-1692 Miranda-klasse
- USS Hera NCC-62006 Nebula-klasse
- USS Hermes NCC-585 Hermes-klasse
- USS Hermes NCC-10376 Antares-klasse
- USS Honshu NCC-60205 Nebula-klasse
- USS Houston NCC 97284 Odyssey-klasse
- USS Hiroshima NCC-77713 Steamrunner-klasse
- USS Hispaniola Onbekende klasse
- SS Hokule'a DY-500-C-klasse
- USS Honshū NCC-60205 Nebula-klasse
- USS Hood NCC-1703 Constitution-klasse
- USS Hood NCC-42296 Excelsior-klasse
- USS Horatio NCC-10532 Ambassador-klasse
- ECS Horizon J-klasse Vrachtschip
- USS Horizon NCC-176 Daedelus-klasse
- USS Hornet NCC-10523 Renaissance-klasse
- USS Hornet NCC-45231 Renaissance-klasse
- USS Huang Zhong NX-45298 Archer-klasse
- SS Huron NCC-F1913 Vrachtschip

## I
- USS Intrepid NCC-1631 Constitution-klasse
- USS Intrepid NCC-1831 Constitution-klasse
- USS Intrepid NCC-38907 Excelsior-klasse
- USS Intrepid NCC-74600 Intrepid-klasse
- Intrepid NX-07 NX-klasse
- USS Io NCC-80105 Luna-klasse

## J
- USS James T Kirk NCC-91277 Akira-klasse
- USS Jenolan NCC-2010 Sydney-klasse
- USS John Muir NCC-1732 Onbekende klasse
- Jumpship Shuttle-klasse
- Justman Shuttle-klasse

## K
- USS Kearsarge NCC-57566 Challenger-klasse
- USS Kelvin NCC-0514 Einstein-klasse
- USS Kent NCC-97165 Odyssey-klasse
- IRW Khazara D'deridex-klasse Warbird
- USS Khitomer NCC-66613 Nebula-klasse
- IKS Ki'tang Klingon Bird of Prey
- PWB Koderex D'deridex-klasse Warbird
- IKS Koraga Klingon Bird of Prey
- IKS Korinar Klingon Bird of Prey
- USS Korolev NCC-1650 Korolev-klasse
- USS Krakatoa NCC-80115 Luna-klasse
- Krayton - Ferengi D'kora-klasse
- Kreechta - Ferengi D'kora-klasse
- IKS Kronos One K't'inga-klasse
- Kubus 461 Kubus-klasse
- Kubus 630 Borg Kubus-klasse
- Kubus 1184 Kubus-klasse
- USS Kyushu NCC-65491 New Orleans-klasse

## L
- USS LaGrange NCC-617 Oberth-klasse
- USS Lakota NCC-42768 Excelsior-klasse
- SS Lakul Whorfin-klasse Transportschip
- USS Lalo NCC-43837 Mediterranean-klasse
- USS Lantree NCC-1837 Miranda-klasse
- USS LaSalle NCC-6203 Deneva-klasse
- USS Leeds NCC-70352 Nebula-klasse
- USS Lexington NCC-1709 Constitution-klasse
- USS Lexington NCC-14427 Excelsior-klasse
- USS Lexington NCC-61832 Nebula-klasse
- USS Leyte Gulf NCC-71427 Akira-klasse
- USS Liberty NX-74010 Intrepid-klasse
- USS Lionheart NCC-73808 Nova-klasse
- USS Livingston NCC-34099 Excelsior-klasse
- USS London NCC-2012-C Galaxy-klasse
- USS Lovell NCC-470 Daedalus-klasse
- USS Luna NX-80101 Luna-klasse
- USS Lynx NCC-78056 Miranda-klasse

## M
- Magellan Shuttle-klasse
- USS Magellan NCC-3069 Constellation-klasse
- IKS Maht-H'a Vor'cha-klasse
- USS Majestic NCC-31060 Miranda-klasse
- IRW Makar D'deridex-klasse Warbird
- USS Malinche NCC-38997 Excelsior-klasse
- USS Malone Onbekende klasse
- IKS Malpara Klingon Bird of Prey
- USS Marco Polo Saber-klasse
- USS Maryland NCC-45109 Renaissance-klasse
- USS Masao Daedalus-klasse
- IKS M'char Klingon Bird of Prey
- USS Mekong NCC-72617 Danube-klasse
- USS Melbourne NCC-62043 Excelsior-klasse
- USS Melbourne NCC-62043 Nebula-klasse
- USS Merced NCC-37120 Merced-klasse
- USS Merian Merian-klasse
- USS Merrimac NCC-61827 Nebula-klasse
- USS Mesquite NCC-1709-A Freedom-klasse
- USS Min'ow Onbekende klasse
- USS Monitor NCC-61826 Nebula-klasse
- USS Monitor NCC-75001 Defiant-klasse
- USS Musashi NCC-71809 Galaxy-klasse
- USS Musgrave Saber-klasse

## N
- USS Nash NCC-20105 Sydney-klasse
- USS Nautilus NCC-31910 Miranda-klasse
- USS Nebula NX-60147 Nebula
- New Galileo NCC-1701-A/5 Shuttle-klasse
- HMS New Zealand DY-732(N)-klasse
- USS Nightingale NCC-60805 Nebula-klasse
- IKS Ning'tao Klingon Bird of Prey
- Ni'Var - Vulcan Surak-klasse
- USS Nobel NCC-55012 Olympic-klasse
- USS Noble Onbekende klasse
- ECS North Star Vrachtschip
- USS Norway NCC-62341 Norway-klasse
- USS Norway NX-62341 Norway-klasse
- USS Nova NCC-73515 Nova-klasse
- USS Nova NX-73515 Nova-klasse

## O
- USS Oberon NCC-80103 Luna-klasse
- USS Oberth NCC-602 Oberth-klasse
- SS Odin NGL-12535 Vrachtschip
- USS Odyssey NCC-71832 Galaxy-klasse
- USS Odyssey NX-97000 Odyssey-klasse
- USS Okinawa NCC-13958 Excelsior-klasse
- USS Olympia Onbekende Klasse
- USS Olympic NCC-54905 Olympic-klasse
- Onizuka Shuttle-klasse
- IKS Orantho Klingon Bird of Prey
- USS Orinoco NCC-72905 Danube-klasse

## P
- IKS Pagh Klingon Bird of Prey
- USS Paris NCC-1804 Constitution-klasse
- USS Paris NCC-2008 Excelsior-klasse
- USS Pastak NCV-474438-G Wells-klasse
- USS Pasteur NCC-58925 Olympic-klasse
- USS Pathfinder NCC-74562 Intrepid-klasse
- USS Pegasus NCC-1702 Constitution-klasse
- USS Pegasus NCC-53847 Oberth-klasse
- Peleliu (Starfleet Cruiser)
- USS Peterson Onbekende klasse
- Phoenix (omgebouwde Titan-raket met Warpmotor)
- USS Phoenix NCC-65420 Nebula-klasse
- Pi (Romulaans verkenningsschip)
- Picasso SB11-1201/1 Shuttle-klasse
- Pike Shuttle-klasse
- USS Pilgrim NCC-178 Daedalus-klasse
- USS Planck NCC-81894 Merian-klasse
- USS Portland NCC-57418 Chimera-klasse
- USS Potemkin NCC-1657 Constitution-klasse
- USS Potemkin NCC-18253 Excelsior-klasse
- USS President Sovereign-klasse
- USS Princeton NCC-59804 Niagara-klasse
- USS Prokofiev NCC-68814 Andromeda-klasse
- USS Prometheus NX-59650 Prometheus-klasse
- USS Prometheus NX-74913 Prometheus-klasse
- USS Prometheus NCC-71201 Nebula-klasse
- USS Proxima NCC-61952 Nebula-klasse
- USS Ptolemy NCC-3801 Ptolemy-klasse

## Q
- USS Quirinal NCC-82610 Vesta-klasse
- IKS Qu'Vat Vor'cha-klasse

## R
- USS Rabin NCC-63293 Akira-klasse
- USS Raman NCC-29487 Oberth-klasse
- USS Ranger NCC-1707 Constitution-klasse
- USS Ranger NX-31472-B Nebula-klasse
- USS Raven NAR-32450 Onbekende klasse
- USS Relativity NCV-474439-G Wells-klasse
- USS Reliant NCC-1864 Miranda-klasse
- USS Renaissance NCC-40521 Renaissance-klasse
- USS Renegade NCC-63102 New Orleans-klasse
- USS Republic NCC-1371 Constitution-klasse
- USS Repulse NCC-2544 Excelsior-klasse
- USS Revere NCC-595 Hermes-klasse
- USS Rhea NCC-80110 Luna-klasse
- USS Rhode Island NCC-72701 Nova-klasse
- USS Rigel NCC-62000 Rigel-klasse
- USS Rio Grande NCC-72452 Danube-klasse
- USS Robinson NCC-71842 Galaxy-klasse
- USS Roosevelt NCC-2573 Excelsior-klasse
- IKS Rotarran Klingon Bird of Prey
- USS Rubicon NCC-72936 Danube-klasse
- USS Rutledge NCC-57295 New Orleans-klasse

## S
- USS Saber NCC-79221 Saber-klasse
- USS Sagittarius NCC-1894 Archer-klasse
- Sakharov NCC-1701-D/1 Shuttle-klasse
- USS Saladin NCC-74350 Defiant-klasse
- USS Sally Ride NCC-74710 Intrepid-klasse
- USS Samuel B. Roberts NCC-2020 Miranda-klasse
- USS San Francisco NCC-69480 Galaxy-klasse
- SS Santa Maria BDR-529 Transportschip
- SS Santa Maria NCC-529 Erewhon-klasse
- USS Sarajevo NCC-38529 Istanbul-klasse
- USS Saratoga NCC-1887 Miranda-klasse
- USS Saratoga NCC-31911 Miranda-klasse
- USS Saratoga NCC-31911-A Miranda-klasse
- USS Sarek NCC-72075 Galaxy-klasse
- SC-4 Shuttle-klasse
- Scimitar - Reman Scimitar-klasse Warbird
- USS Seaquest Onbekende klasse
- Second Galileo NCC-1701/7 Shuttle-klasse
- Seleya - Vulcan D'Kyr-klasse
- USS Sentinel NCC-17331 Sovereign-klasse
- USS Sequoia NCC-70070 Sequoia-klasse
- USS Shenandoah NCC-73024 Danube-klasse
- USS Shenzhou NCC-1227 Walker-klasse
- USS Shepard Onbekende klasse
- USS ShirKahr NCC-31905 Miranda-klasse
- USS Shran NCC-1413 Magee-klasse
- USS Silversides Onbekende klasse
- USS Sitak NCC-1924 Miranda-klasse
- IKS Slivin Klingon Bird of Prey
- USS Sovereign NX-73811 Sovereign-klasse
- USS Sovereign NX-74222 Sovereignklasse
- USS Sovereign NCC-73811 Sovereign-klasse
- USS Soyuz NCC-1939 Soyuz-klasse
- USS Springfield NCC-53500 Springfield-klasse
- USS Stargazer NCC-2893 Constellation-klasse
- USS Steamrunner NCC-76220 Steamrunner-klasse
- USS Steamrunner NX-76220 Steamrunner-klasse
- USS Strata Geo-terravorming sterrenschip-klasse
- USS Summit NCC-63546 Akari-klasse
- USS Surak NCC-65601 Surak-klasse
- USS Sutherland NCC-72015 Nebula-klasse
- USS Sydney NCC-2005 Sydney-klasse
- USS Syracuse Onbekende klasse

## T
- Tactische kubus 138 Borg tactische kubus-klasse
- Tal'Kir - Vulcan D'Kyr-klasse
- USS Tecumseh NCC-14934 Excelsior-klasse
- USS Tempest NCC-1852 Miranda-klasse
- IRW Terix D'deridex-klasse Warbird
- USS Theophrastus Theophrastus-klasse
- USS Thomas Paine NCC-65530 New Orleans-klasse
- USS Thunderchild NCC-63549 Akira-klasse
- USS Tiananmen NCC-21382 Miranda-klasse
- Ti'Mur - Vulcan Surak-klasse
- USS Titan NCC-80102 Luna-klasse
- USS T'Kumbra NCC-62100 Nebula-klasse
- IRW T'Met D'deridex-klasse Warbird
- IKS Toh'Kaht Vor'cha-klasse
- USS Tolstoy NCC-62095 Rigel-klasse
- PWB Tomal D'deridex-klasse Warbird
- USS Tombaugh Onbekende klasse
- IKS T'Ong K't'inga-klasse
- USS T'Pau NSP-17938 Apollo-klasse
- T'Plana-Hath - Vulcan T'Plana-Hath-klasse
- USS Trial NCC-1948 Miranda-klasse
- USS Trident NCC-31347 Galaxy-klasse
- USS Trieste NCC-37124 Merced-klasse
- USS Trinculo NCC-71867 Galaxy-klasse
- USS Tripoli NCC-19386 Hokule'a-klasse
- USS Tsiolskovsky NCC-53911 Oberth-klasse
- USS Triton NCC-80106 Luna-klasse
- USS Twilight NCC-74413 Nova-klasse

## U
- USS Ulysses NCC-66808 Nebula-klasse

## V
- USS Valdemar NCC-26198 Ambassador-klasse
- USS Valiant NCC-1223 Mann-klasse
- USS Valiant NCC-20000 Oberth-klasse
- USS Valiant NCC-74210 Defiant-klasse
- USS Valkyrie NCC-2590 Constellation-klasse
- USS Valley Forge NCC-43305 Excelsior-klasse
- VK Velikan DY-1200-klasse
- USS Vengeance NCC-177358 Dreadnought-klasse
- USS Venture NCC-71854 Galaxy-klasse
- USS Veracruz Onbekende klasse
- USS Vesta NCC-82601 Vesta-klasse
- USS Vico NAR-18834 Oberth-klasse
- USS Victory NCC-9754 Constellation-klasse
- USS Volga NCC-73196 Danube-klasse
- IKS Vorn Klingon Bird of Prey
- IKS Vor'nak Vor'cha-klasse
- USS Voyager NCC-74656 Intrepid-klasse

## W
- USS Wambundu NCC-20300 Wambundu-klasse
- USS Warspite Sovereign-klasse
- Waverider Shuttle-klasse
- USS Wellington NCC-28473 Niagara-klasse
- USS Wells NGV-474438-A Wells-klasse
- USS Wyoming NCC-43730 Mediterranean-klasse

## Y
- USS Yamaguchi NCC-26510 Ambassador-klasse
- USS Yamato NCC-1305-E Galaxy-klasse
- USS Yamato NCC-71807 Galaxy-klasse
- USS Yangtzee Kiang NCC-72453 Danube-klasse
- Yarahla - Vulcan Maymora-klasse
- USS Yeager NCC-61947 Saber-klasse
- USS Yeager NCC-65674 Yeager-klasse
- USS Yellowstone NCC-70073 Sequoia-klasse
- USS Yellowstone NX-74751 Yellowstone-klasse
- USS Yolja NCC-75353 Danube-klasse
- USS Yorkshire NCC-54900 Yorkshire-klasse
- USS Yorktown NCC-1717 Constitution-klasse
- USS Yorktown NCC-61137 Zodiac-klasse
- USS Yorktown NCC-97005 Odyssey-klasse
- USS Yosemite NCC-19002 Oberth-klasse
- IKS Y'tem Klingon Bird of Prey
- USS Yukon NCC-74602 Danube-klasse
- VK Yuri Gagarin DY-732-klasse

## Z
- USS Zander Daedalus-klasse
- USS Zapata NCC-33184 Surak-klasse
- USS Zhukov NCC-26136 Ambassador-klasse
- USS Zodiac NCC-61000 Zodiac-klasse

## Betekenis van de afkortingen
- ECS - Verenigde Aarde vrachtschip
- IKC - Klingon kruiser
- IKS - Klingon oorlogsschip
- IRW - Romulaanse Warbird
- NA - Verenigde Aarde ruimteschip
- NAR - Federatie onderzoeksschip
- NCC - Starfleet ruimteschip
- NCV - Starfleet tijdreisschip
- NDT - Starfleet transportschip
- NFT - Federatie ruimteschip
- NGL - Federatie vrachtschip
- NSP - Vulcan transportschip
- NX - Starfleet Experimenteel ruimteschip
- PWB - Romulaanse Praetorian Warbird
- SS - Ruimteschip
- USS - Federatie ruimteschip